# Ca l'Arcís
|  | Aquest article tracta sobre Ca l'Arcís de Vilassar. Si cerqueu Ca l'Arcís de Bigues, vegeu «Ca l'Arcís (Bigues)». |

Ca l'Arcís és una de les masies històriques del poble de Vilassar de Dalt, a la comarca catalana del Maresme. Situada a la serralada litoral és la masia edificada a més altitud del terme municipal, al costat del camí que mena de Vilassar de Dalt a Órrius. No té vistes al cantó de marina, ja que el Turó d'en Torres les hi tapa. En canvi, sí que té una gran vista cap al costat del Vallès, la serralada Prelitoral i fins als Pirineus. És una de les heretats més grans de Vilassar de Dalt, bàsicament de bosc, cap a aigües vallesanes.
El nom que actualment s'utilitza per anomenar-la és el patronímic de la persona que el 1684 s'hi va establir: Narcís Prats i Blanch. Aquell any l'Antoni Colomer de Munt, pagès de Vilassar, li feu un primer arrendament per cinc anys que quedà indefinit. Per tant, en aquell any, la casa ja existia però en Narcís Prats l'amplià donant-li l'aspecte actual, com ens testimonia la llinda de la porta d'accés al menjador on hi ha la data de 1693.
Era una casa de tres cossos, el de la dreta corresponia a l'entrada amb les escales; el menjador era al cós central mentre que la cuina ocupava aquests dos cossos però a la part posterior. El cós de l'esquerra era la cort. Al primer pis hi havia la sala i tres habitacions. La masia era una explotació agrícola, ramadera i forestal. Hi havia vinyes i camps de cereals, al secà. La part de regadiu era petita, ja que només disposava d'aigua d'un pou, tot i així s'hi sembraven hortalisses i cànem per a fer fil. Criaven bestiar boví i cabrum. L'explotació forestal era una activitat complementària però de gran importància. S'han localitzat fins a tres inventaris notarials, dos conservats a l'Arxiu de la Corona d'Aragó i un al Arxiu Comarcal de Mataró, on se'ns il·lustra sobre aquestes activitats a partir de les eines de treball i bestiar que hi apareixen.
La família Prats l'habità fins al 1942 quan es van traslladar a una sénia de regadiu del pla del Maresme. Després la casa es dedicà a segona residència i deixà de tenir funcions agrícoles.